# 模擬實境
模擬實境（英語：simulated reality）是指一種認為現實可以被模擬的概念，一般是指通过计算机实现和真正的現實無法區別開來的仿真。生活在模拟中的意识可能知道，也可能不知道其現實是模擬的。最激进的想法是，我们自己实际上生活在一个模拟中（模拟假设）。
模擬實境的概念與当前技术所提供的虚拟现实不同（并且技术上更加先进）。虚拟现实很容易与真实现实区分开来，参与者不会混淆二者。而模擬實境，无论其實現方式為何，是与真实现实无法区分的。 2020年4月， Folding@home实现了1018級別的超級電腦，但即便如此，也只能執行有限数量的蛋白质分子摺疊運算，要想模擬全世界的基本粒子，以現有的算力是無能為力的。包含近似的模拟可能可以减少運算量，但近似可能使模擬和現實很容易區分開來，使之降级为虚拟现实。
模拟现实的概念提出了以下问题。
- 原理上是能否得知我们是否处于模拟现实中？
- 模擬實境和真實現實有區別嗎？
- 若我們知道自己活在模擬實境之中，我們應該怎樣做？

这些问题引发了多个领域的讨论。相關理論參見模擬理論。然而，模擬理論中还有一种可能，即真实的物理定律可能与模拟内部的物理定律不同。

## 模擬類型

### 腦機接口

缸中之脑。现实中，大脑只是沉浸在一个水箱中，但因为它看到并感受到了机器模拟的世界，所以大脑感觉自己就在那个世界里。

脑机接口模拟中，參加者和處於外部的、模擬大腦活動的電腦連接起來。參與者的感官都是電腦傳送的數據，電腦會讀取他們的需求，並傳送相應 的反應。藉着这种方式，参加者能夠和模拟世界互动并获得反馈。為了使參加者忘記自己處於虛擬世界，他們的思維可能有時會被臨時調整。模拟中，参加者的意识由化身代表。化身的外貌可能与参加者的实际外貌完全不同。
赛博朋克類型的小说中有不少关于脑机接口模拟现实的描述。

### 虚拟公民
虚拟公民类型的模拟中，世界上的所有居民都是出生在模拟世界的人。他们在现实世界中没有對應的真实的身体。也就是说，每个实体都是徹頭徹尾的模拟实体，具有由模拟逻辑实现的一定的意识水平。这种人工意識可以从一种模拟转移到另一种模拟，暂时保存并在以后重新启动。使用意識傳送技术（例如电影《殺人硬件6.7》中），可以将模拟实体从模拟世界转移到现实世界中的合成身体。
该类别可进一步细分为两种类型：
虚拟公民-虚拟世界
外部世界的现实是与人工意識分开模拟的。換言之，人工意识无法对其周围世界施加特殊力量。
唯我論模拟
参加者周围的世界只存在于自己的脑海中。換言之，可以对周围环境施加想要的影响。

### 移民型
移民型的模拟中，參加者是从外部现实世界进入模拟的，類似於脑机接口，但形式不同。進入時，参加者透過意识上传技术将他们的意識置入虚拟人体中。模擬結束时，参加者的意識返回到外部世界的身体，從而獲得模拟中的记忆和经验。

### 混合型
混合型模拟支持各种形式的意识。其中包括通过脑机接口進入的外部世界的参与者、移民，以及虚拟公民。电影《黑客帝国》就涉及到这种混合型模擬。外界不仅有具有肉体的人类心灵，还有计算机世界特有的独立软件程序，比如幹員。

### 其他

#### NPC 或“机器人”的延伸
模拟现实中的（一部分）人可能是某种自動機、哲學殭屍或机器人，并且或許会让模拟更加真实和有趣。事实上，參加者可以怀疑除了自己之外的任何人都是机器人。尼克·博斯特罗姆将这种模拟称为“自我模拟”（me-simulation），其中除自己以外的所有生命（或从外部进入模拟的其他参加者）都是机器人。

博斯特罗姆描述了他对机器人的看法：
除了祖先模拟之外，还可以想象仅涉及一个人或一群人的更具选择性的模拟的可能性。其余的人类都是僵尸或“影子人”，其模拟达到了能够令被模拟者完全不对这些人产生怀疑的水平。目前尚不清楚模拟影子人与模拟更多真人相比可以节省多少算力，也还不清楚无意识的生物是否可以像人类一样行事并且不被发现。
“僵尸”的概念来源于电子游戏中的非玩家角色（NPC）。这些概念源于电子游戏中使用的简单人工智能。

#### 主观时间
實現脑机接口型的模擬實境，可能需要接近实时的性能。换句话说，模拟内的经过时间需要与外界的经过时间大致相同。这是因为即使玩家通过某种接口参与模拟，其身体仍同时存在于现实世界中。因此，若模拟比现实更快或更慢，位於模拟之外的大脑就会注意到。
梦中的时间流逝会時慢時快。然而，重要的這個速度有生物學的限制，而模拟必须跟隨之後。除非參加者能力得到增強，能够进行高速信息处理。
虚拟公民型或移民型的模拟现实则没有这种需要。这是因为居民根据模拟中的物理原理进行体验、思考和反应。随着模拟速度减慢或加快，居民的感知、大脑和肌肉也会发生变化。由于模拟中测量时间的方法也遵循模拟中的物理定律，因此居民不会注意到时间流逝的速度发生了变化。但如果能夠与外界進行某种交流，情况就不是這樣了。
因此，模擬人甚至無法得知模擬是否完全停止。因為模拟暂停时，其中的所有生命和精神也会暂停。如果稍后繼續模拟，即使模拟已经停止了数百万年，居民也不会察觉到任何不连续。
由此可见，虚拟公民和移民型的模拟现实不需要计算能力來模擬整個宇宙的正常速度模型。这种情况下的限制不是计算速度而是内存容量。

#### 递归模拟
模拟现实中也可能有计算机运行着另一个模拟现实。高層級的模拟器模拟了裏面世界中的電腦所需要的原子，而低層級模拟用這些模擬的原子來執行電腦計算。例如，如果您正在玩一款名为《模拟人生》的游戏，可以想象模拟人玩這個游戏的情景。
这种递归可能可以无限進行。该递归對低層級的模擬有以下限制：
- 它一定比更高級的现实“更小”。这是因为模拟需要比其实现的现实更多的资源，因此较低的现实可用的内存较少。

因此，低層模擬必有以下幾個問題之一：
- 比更高層的现实慢。
- 比更高層的现实更简单。
- 被更高層的现实相比更不完整。

若最後一個正確，量子力学的不确定性可能是我们的世界是模拟的证据。然而，这隐含地假定模拟的递归链是有限的。若無限的模擬連鎖能夠存在，即表示有无限资源可供模拟使用，高低層級的模拟之间也未必有明显的差异。